# Schwefelimide
Die Schwefelimide sind eine Stoffgruppe der Schwefel-Stickstoff-Verbindungen mit der allgemeinen Zusammensetzung Sx(NH)y. Sie leiten sich von Schwefelringen Sx ab, wobei einzelne Schwefelatome durch Imidgruppen NH ersetzt sind. Dabei ergeben sich nur Verbindungen, bei denen eine Imidgruppe stets an zwei Schwefelatome gebunden ist. Formal können sie als reduzierte Formen der Schwefelnitride gesehen werden. Vom Schwefelring S8 leiten sich ein Heptaschwefelimid, drei Hexaschwefeldiimide, zwei Pentaschwefeltriimide und ein Tetraschwefeltetraimid ab.
| Name                            | Formel  | Strukturformel | CAS-Nummer | Molmasse        | Schmelzpunkt | Bemerkungen           |
| Tetraschwefel-1,3,5,7-tetraimid | S4(NH)4 |                | 293-40-3   | 188,323 g·mol−1 | 145 °C       |                       |
| Pentaschwefel-1,3,5-triimid     | S5(NH)3 |                | 638-50-6   | 205,374 g·mol−1 | 128 °C       | farbloser Feststoff   |
| Pentaschwefel-1,3,6-triimid     | S5(NH)3 |                | 334-35-0   | 205,374 g·mol−1 | 133 °C       | farbloser Feststoff   |
| Hexaschwefel-1,3-diimid         | S6(NH)2 |                | 1003-75-4  | 222,425 g·mol−1 | 130 °C       | farbloser Feststoff   |
| Hexaschwefel-1,4-diimid         | S6(NH)2 |                | 1003-76-5  | 222,425 g·mol−1 | 133 °C       | farbloser Feststoff   |
| Hexaschwefel-1,5-diimid         | S6(NH)2 |                | 3925-67-5  | 222,425 g·mol−1 | 155 °C       | farbloser Feststoff   |
| Heptaschwefelimid               | S7NH    |                | 293-42-5   | 239,77 g·mol−1  | 113,5 °C     | blassgelber Feststoff |

Das Heptaschwefelimid entsteht durch die Umsetzung von Schwefel mit Natriumazid in Hexamethylphosphorsäuretriamid. Dabei resultiert zunächst ein Natriumsalz, deren Protolyse zum freien Imid führt.
{\displaystyle \mathrm {{7/8}\ S_{8}+NaN_{3}\longrightarrow N_{2}+S_{7}N^{-}Na^{+}{\xrightarrow {H^{+}}}\ S_{7}NH} }
Das Tetraschwefel-1,3,5,7-tetraimid kann durch die Reduktion von Tetraschwefeltetranitrid mittels Zinn(II)-chlorid und Methanol hergestellt werden.
{\displaystyle \mathrm {S_{4}N_{4}{\xrightarrow {SnCl_{2}/CH_{3}OH}}\ S_{4}(NH)_{4}} }
Die anderen achtgliedrigen Schwefelimide ergeben sich als Gemisch durch die Umsetzung von Ammoniak mit Schwefeldichlorid oder Dischwefeldichlorid bzw. von Tetraschwefeltetraimid mit Schwefel S8.
Es existieren weitere Schwefelimide, die sich von anderen Schwefelringen, wie S6, S9, S10 und S12 durch einen NH-Ersatz einzelner S-Atome ableiten. Beispielverbindungen sind hier das S4(NH)2, das S8NH, das S9NH und S11NH.